# Sergiusz Michalski
Sergiusz Michalski (ur. 7 kwietnia 1951 w Warszawie) – polski historyk sztuki, profesor nauk humanistycznych, nauczyciel akademicki Uniwersytetu w Tybindze, Uniwersytetu Warszawskiego i Uniwersytetu Mikołaja Kopernika w Toruniu, specjalista w zakresie historii sztuki nowożytnej i nowoczesnej.

## Życiorys
W latach 1968–1973 odbył w Uniwersytecie Warszawskim studia w zakresie historii sztuki. Tam też był w latach 1978–1984 asystentem w Instytut Historii Sztuki Uniwersytetu Warszawskiego. Stopień naukowy doktora uzyskał w 1982. W listopadzie 1984 osiadł w Republice Federalnej Niemiec i został współpracownikiem naukowym w Katedrze Historii Sztuki Uniwersytetu w Augsburgu (Lehrstuhl für Kunstgeschichte, Universität Augsburg), gdzie pracował do 1991. Od 1991 otrzymywał zatrudnienie w różnych uczelniach w Niemczech oraz w Wydziale Nauk Historycznych Uniwersytetu Mikołaja Kopernika. W 1995 uzyskał habilitację w Uniwersytecie Johanna Wolfganga Goethego we Frankfurcie nad Menem. W latach 1996–2001 był dyrektorem Instytutu Historii Sztuki Uniwersytetu Technicznego w Brunszwiku (geschäftsführender Leiter des Instituts für Kunstgeschichte der Technischen Universität Braunschweig). W 2001 prezydent RP Aleksander Kwaśniewski nadał mu tytuł naukowy profesora nauk humanistycznych. W tym samym roku został profesorem w Instytucie Historii Sztuki (Kunsthistorisches Institut) Uniwersytetu w Tybindze.
W 2002 został członkiem korespondentem, w 2022 członkiem czynnym Polskiej Akademii Umiejętności. 

## Wybrane publikacje
- Einführung in die Kunstgeschichte (2015)
- The Reformation and the visual arts: the protestant image question in Western and Eastern Europe (2001, 2011)
- Neue Sachlichkeit: Malerei, Graphik und Photographie in Deutschland 1919-1933 (1992)
- Protestanci a sztuka: spór o obrazy w Europie nowożytnej (1989)[2]